# Айсен-дель-Хенераль-Карлос-Ибаньес-дель-Кампо
Айсен-дель-Хенераль-Карлос-Ибаньес-дель-Кампо, Айсен (исп. Aysén del General Carlos Ibáñez del Campo) — область на юге Чили. Включает в себя 4 провинции и 10 коммун.
Территория — 108 494,4 км². Население — 103 158 человек (2017). Плотность населения — 0,95 чел./км²..
Административный центр — город Койайке.

## География
Область граничит:
- на севере — область Лос-Лагос
- на востоке — Аргентина
- на юге — область Магальянес-и-ла-Антарктика-Чилена
- на западе — Тихий океан

Области принадлежит остров Магдалена — 7-й по площади остров Чили.

## Демография
Согласно сведениям, собранным в ходе переписи 2017 г. Национальным институтом статистики (INE),  население области составляет:
| Полное население                         | Полное население                         | Полное население                         | Полное население                         | Полное население                         | 91 492 |
| ---------------------------------------- | ---------------------------------------- | ---------------------------------------- | ---------------------------------------- | ---------------------------------------- | ------ |
| в том числе:                             | Городское население                      | 73 607                                   | Процент городского населения, %          | 80,45                                    |        |
|                                          | Сельское население                       | 17 885                                   | Процент сельского населения, %           | 19,55                                    |        |
|                                          | Мужское население                        | 48 177                                   | Процент мужского населения, %            | 52,66                                    |        |
|                                          | Женское население                        | 43 315                                   | Процент женского населения, %            | 47,34                                    |        |
| Плотность населения, чел/км²             | Плотность населения, чел/км²             | Плотность населения, чел/км²             | Плотность населения, чел/км²             | Плотность населения, чел/км²             | 0,84   |
| Население области в % к населению страны | Население области в % к населению страны | Население области в % к населению страны | Население области в % к населению страны | Население области в % к населению страны | 0,61   |

Жители являются потомками переселенцев из Германии, Швейцарии, Австрии, Хорватии, Великобритании, Голландии, Италии, Дании, России. Один из городов — Мелинка (1500 чел.) — назван так выходцами из Российской империи.

## Крупнейшие населенные пункты[7]
- Койайке — 50 041 чел. (2002)
- Пуэрто-Айсен — 16 936 чел. (2002)

## Административное деление
Область включает в себя 4 провинции и 10 коммун.
| Политико-административное деление области Айсен | Политико-административное деление области Айсен |                |
| --- | ----------------------------------------------- | -------------- |
| \| Провинция \| Административный центр \| Коммуна \| \| ------------------ \| ---------------------- \| -------------- \| \| 1 Айсен \| Пуэрто-Айсен \| 1 Айсен \| \| 1 Айсен \| Пуэрто-Айсен \| 2 Сиснес \| \| 1 Айсен \| Пуэрто-Айсен \| 3 Гуайтекас \| \| 2 Капитан-Прат \| Кокран \| 4 Кокран \| \| 2 Капитан-Прат \| Кокран \| 5 О'Хиггинс \| \| 2 Капитан-Прат \| Кокран \| 6 Тортель \| \| 3 Койайке \| Койайке \| 7 Койайке \| \| 3 Койайке \| Койайке \| 8 Лаго-Верде \| \| 4 Хенераль-Каррера \| Чиле-Чико \| 9 Чиле-Чико \| \| 4 Хенераль-Каррера \| Чиле-Чико \| 10 Рио-Ибаньес \| |                                                 |                |
| Провинция | Административный центр                          | Коммуна        |
| 1 Айсен | Пуэрто-Айсен                                    | 1 Айсен        |
| 1 Айсен | Пуэрто-Айсен                                    | 2 Сиснес       |
| 1 Айсен | Пуэрто-Айсен                                    | 3 Гуайтекас    |
| 2 Капитан-Прат | Кокран                                          | 4 Кокран       |
| 2 Капитан-Прат | Кокран                                          | 5 О'Хиггинс    |
| 2 Капитан-Прат | Кокран                                          | 6 Тортель      |
| 3 Койайке | Койайке                                         | 7 Койайке      |
| 3 Койайке | Койайке                                         | 8 Лаго-Верде   |
| 4 Хенераль-Каррера | Чиле-Чико                                       | 9 Чиле-Чико    |
| 4 Хенераль-Каррера | Чиле-Чико                                       | 10 Рио-Ибаньес |